# ویل جردن
ویل جردن (انگلیسی: Will Jordan؛ زادهٔ ۲۷ ژوئیهٔ ۱۹۲۷) بازیگر، کمدین و استندآپ کمدین اهل ایالات متحده آمریکا است.
از فیلم‌ها یا برنامه‌های تلویزیونی که وی در آن نقش داشته است، می‌توان به برادوی دنی رز اشاره کرد.